# Цінхай-Тибетська залізниця
33° пн. ш. 96° сх. д. / 33° пн. ш. 96° сх. д.
Цінхай-Тибетська залізниця (кит. 青藏铁路, пін. Qīngzàng Tiělù) — найвисокогірніша залізниця у світі, «залізниця на дах світу» (англ. Train to roof world), що сполучає адміністративний центр Тибету — Лхасу через Голмуд і Сінін зі всією рештою залізничної мережі країни, прокладена через Тибетське нагір'я та гори Кунь-Лунь. 1 липня 2006 року відкрився регулярний пасажирський рух на всій магістралі Цинхай-Тибету. Весь шлях від Пекіна до Лхаси займає 48 годин.
Перша ділянка Сінін—Голмуд, протяжністю 814 км, здана в експлуатацію в 1984 році. Друга ділянка Голмуд—Лхаса, протяжністю 1142 км, побудована в 2001—2006 роках.
Технічні характеристики лінії другої черги: протяжність 1142 км, 965 км на висоті більше 4000 м, максимальні ухили 20‰, мінімальні радіуси кривих 600 м, вертикальних — 800 м. Розрахункова швидкість руху 100 км/год. 7 тунелів і 675
мостів, загальною протяжністю майже 160 км. Лінія одноколійна з роз'їздами, неелектрифікована. Але при цьому, зроблені заділи під можливу електрифікацію лінії в майбутньому, а так само під моживість збільшення швидкостей.
У тутешніх місцях часто відбуваються бурі, швидкість вітру може сягати 150 км/год. Половина магістралі розташована в сейсмонебезпечній зоні — спостерігаються землетруси, силою 8 і більше балів за шкалою Ріхтера.
Інша проблема — вічна мерзлота. В таких умовах розташовано 640 км лінії. Варто відзначити, що вічна мерзлота в Тибеті особлива високогірна. Вона має деякі відмінності, від мерзлоти в північних широтах. Для вирішення проблеми були запрошені російські інженери. Став у пригоді їхній досвід прокладки тунелів. На магістралі Цінхай-Тибет розташований найвисокогорніший тунель у світі, на висоті 4 905 м, а найдовший тунель магістралі — більше 3 300 м розташований на висоті 4 264 м за 80 км від Лхаси.
Окремим рядком реалізації проекту була екологія. Значна частина мостів, розташованих на лінії зроблена для безперешкодного проходу під ними тварин (яків). Так само використані і технології
шумопоглинання.

## Станції

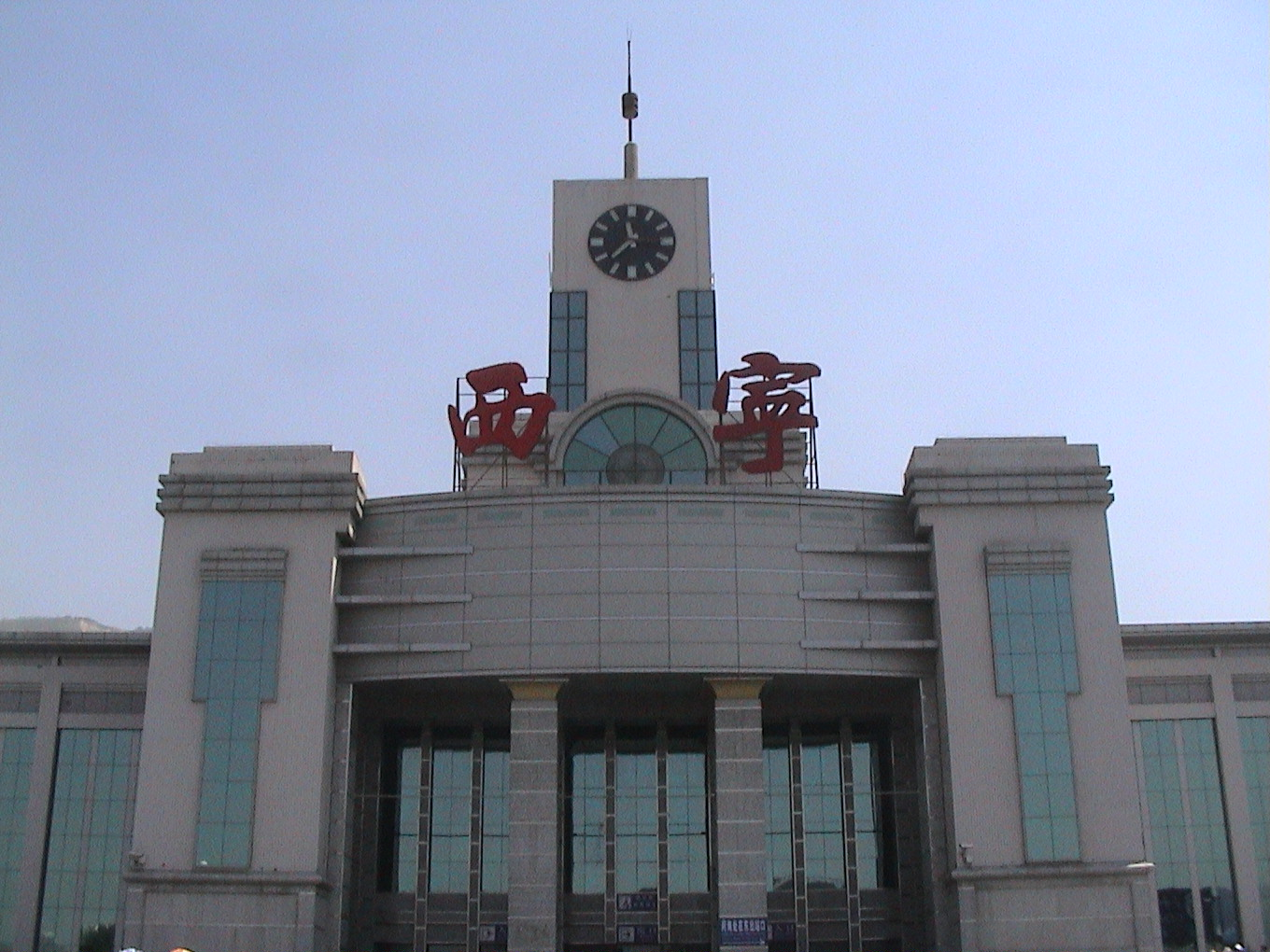
Сінін
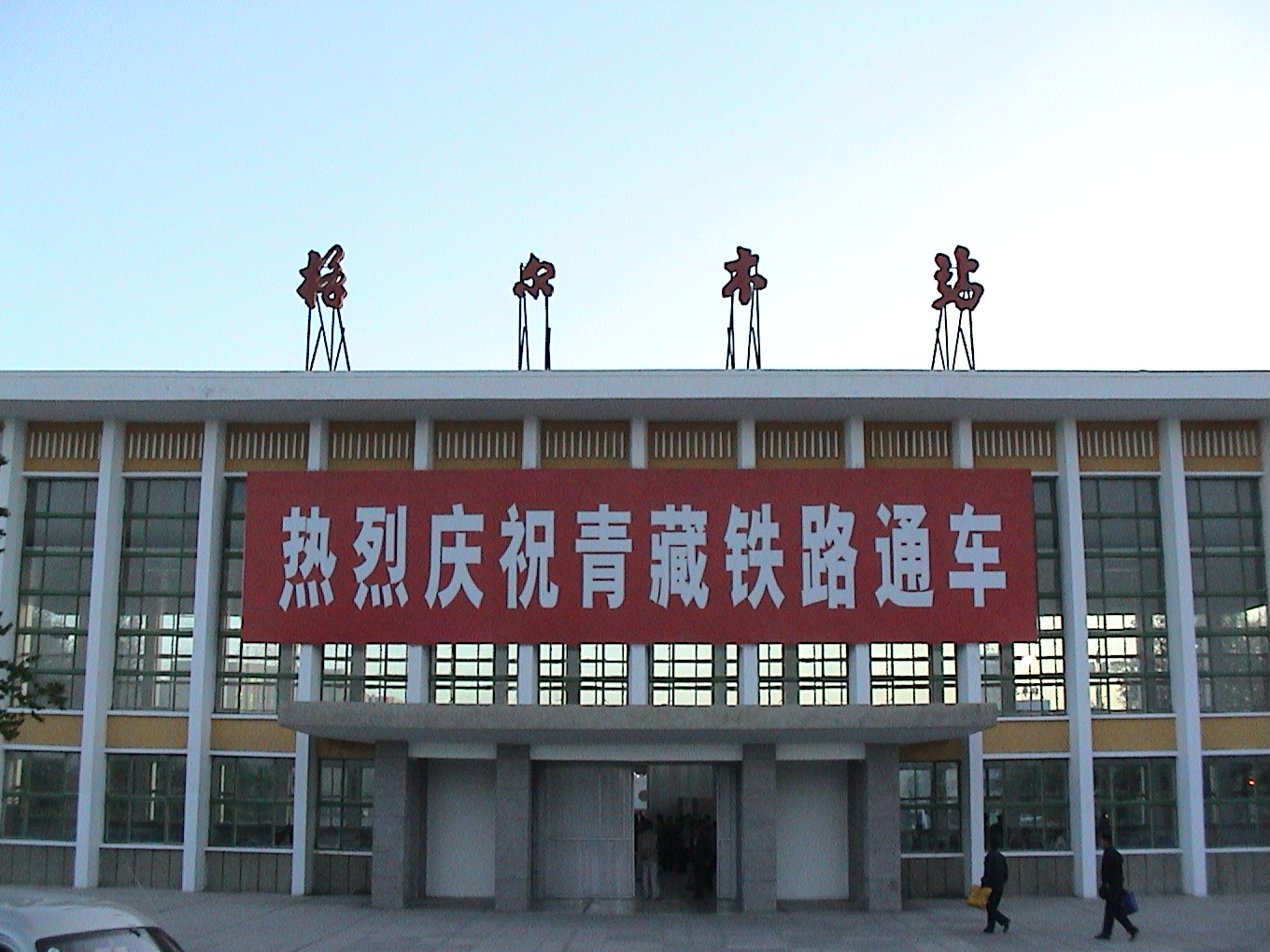
Голмуд
Наньшанькоу
Найдж-Тал
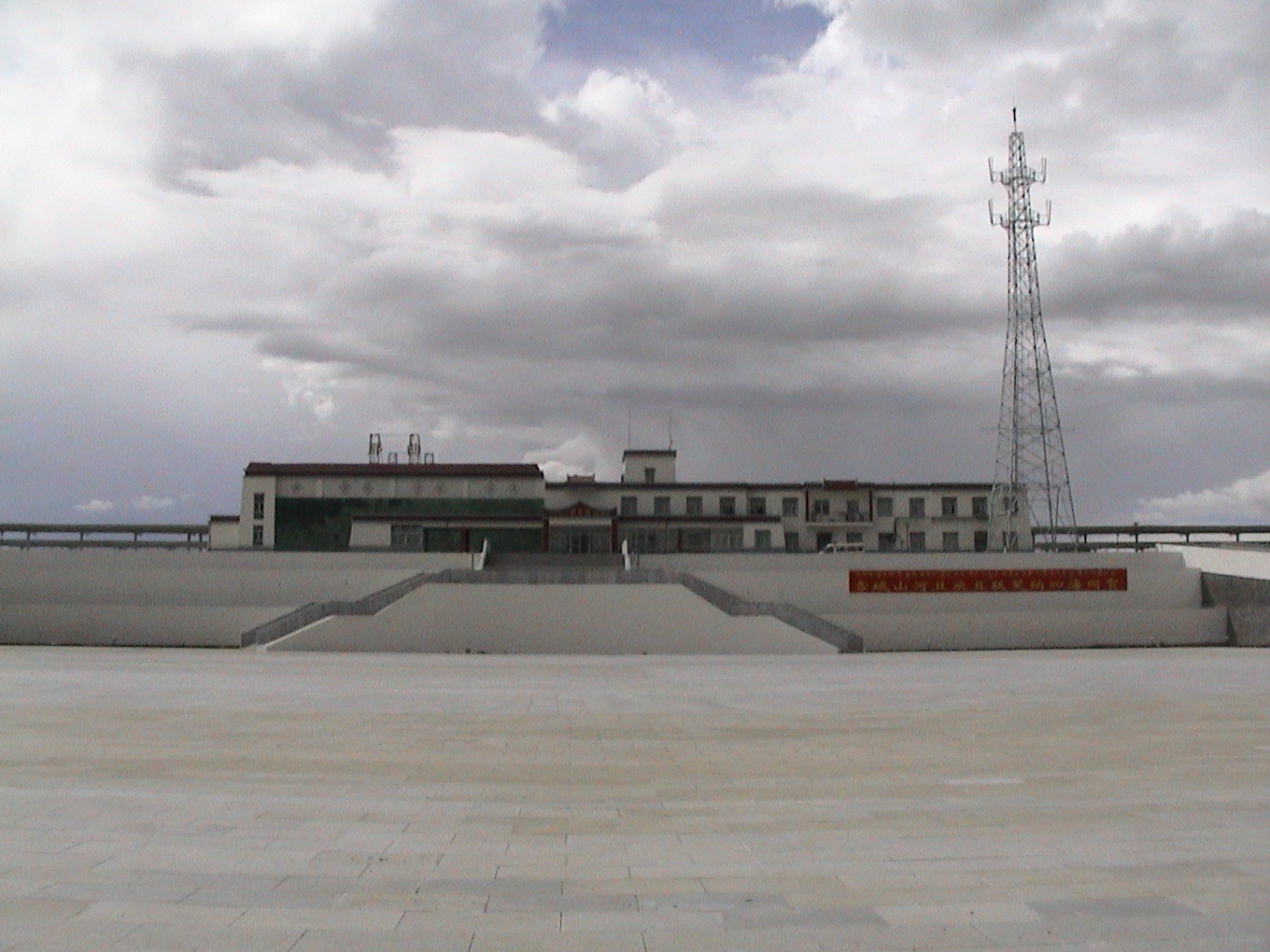
Нагцю
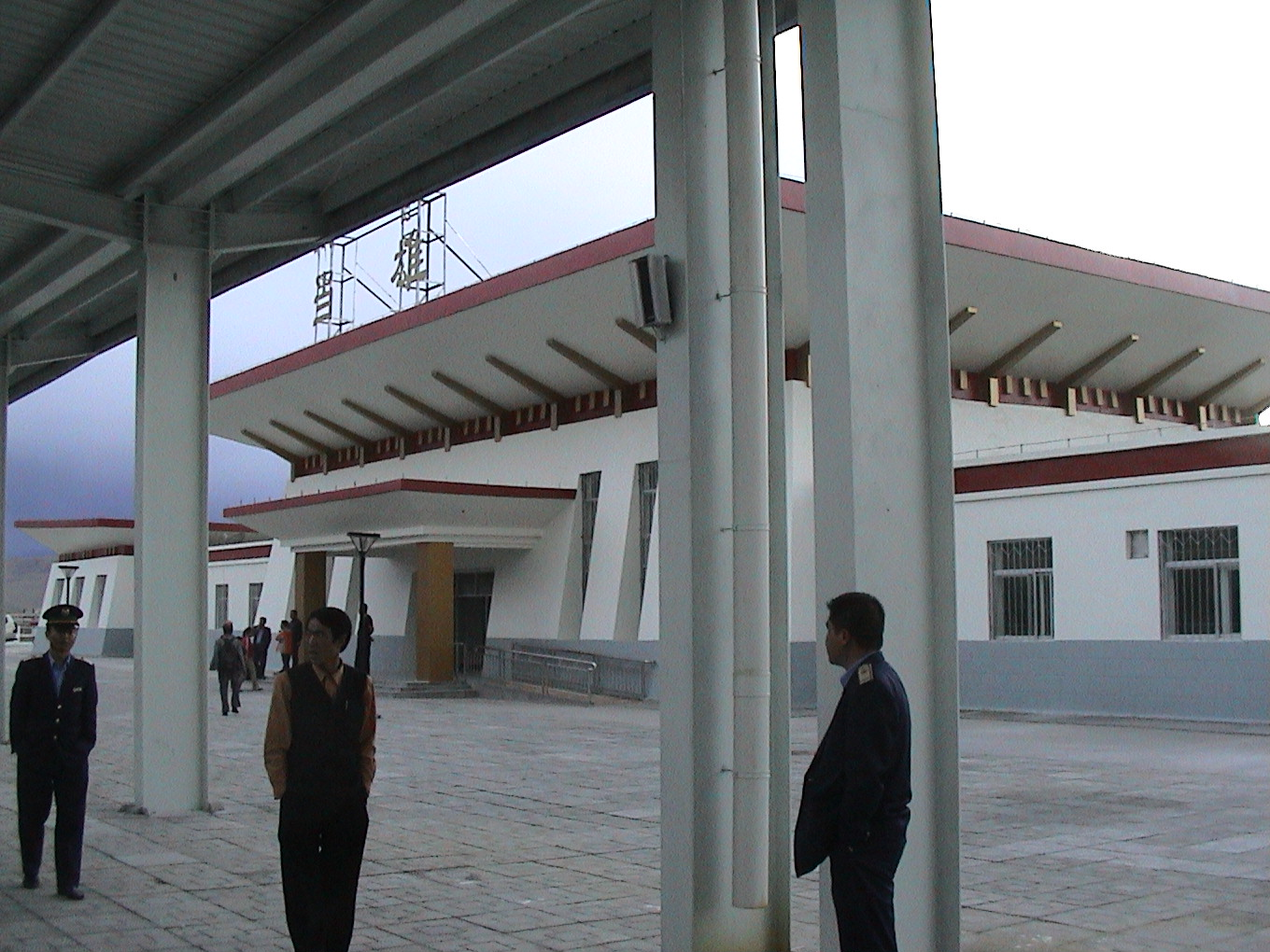
Дамсюн
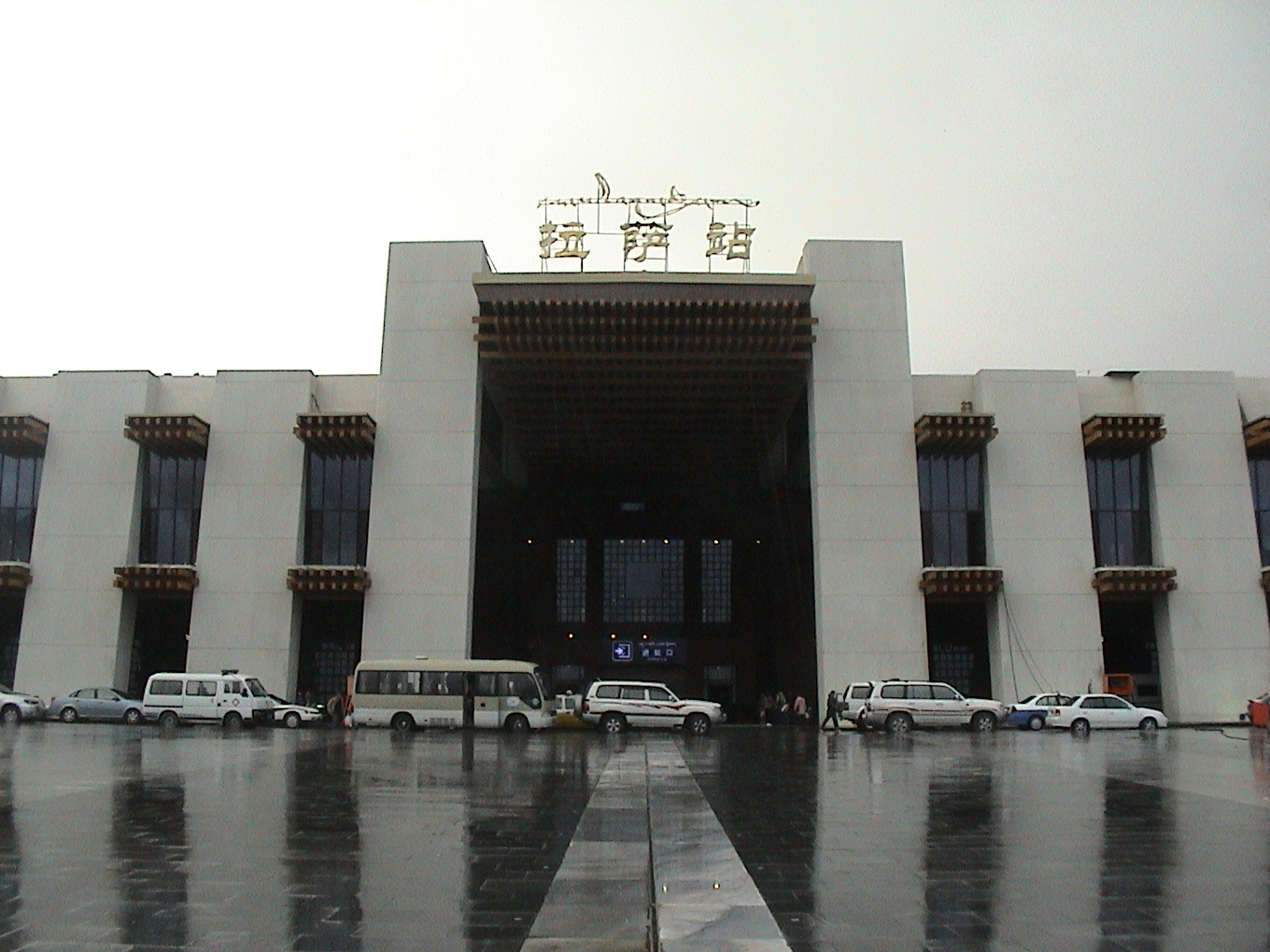
Лхаса

На ділянці Голмуд—Лхаса збудовано 45 станцій, планується ще 13. 38 станцій не мають свого обслуговуючого персонала й керуються з центра в Сініні. Найвища станція залізниці — Тангла. Вона розташована на висоті 5 068 м над рівнем моря — це найвища залізнична станція у світі. Поряд із станцією немає ні міста, ні селища. Потяги тут зупиняються нечасто, при цьому пасажирські вагони завжди залишаються закритими — виходити на платформу пасажирам заборонено: адже на такій висоті відсоток кисню в повітрі 60%—40% у зрівнянні з рівнем моря. Неподалік від неї потяги проходять найвищу точку маршруту — 5 072 м.
| Список станцій магістралі | Список станцій магістралі | Список станцій магістралі | Список станцій магістралі | Список станцій магістралі                                             |
| Станція                   | Англійська назва          | Китайська назва           | Відстань від Сініна       | Координати                                                            |
| ------------------------- | ------------------------- | ------------------------- | ------------------------- | --------------------------------------------------------------------- |
| Сінін                     | Xining                    | 西宁                      | 0 км                      |                                                                       |
| Сінін Сяоцяо              | Xining Xiaoqiao           | 小桥                      | 3 км                      |                                                                       |
| Сінін-Західний            | Xining West               | 西宁西                    | 12 км                     |                                                                       |
| Шуанчжай                  | Shuangzhai                | 双寨                      | 24 км                     |                                                                       |
| Чжамалун                  | Zhamalong                 | 扎麻隆                    | 35 км                     |                                                                       |
| Шиячжуан                  | Shiyazhuang               | 石崖庄                    | 48 км                     |                                                                       |
| Тункор                    | Tongkor                   | 湟源                      | 58 км                     |                                                                       |
| Шеньчжун                  | Shenzhong                 | 申中                      | 67 км                     |                                                                       |
| Баянь                     | Bayan                     | 巴燕                      | 77 км                     |                                                                       |
| Юецзяцунь                 | Yuejiacun                 | 岳家村                    | 85 км                     |                                                                       |
| Хайянь-Даши               | Haiyan Dashi              | 海晏                      | 97 км                     |                                                                       |
| Хуанцаочжуан              | Huangcaozhuang            | 黄草庄                    | 108 км                    |                                                                       |
| Кету                      | Ketu                      | 克土                      | 122 км                    |                                                                       |
| Озеро Цінхай              | Qinghai Lake              | 青海湖                    | 133 км                    |                                                                       |
| Тулай                     | Tulai                     | 托勒                      | 147 км                    |                                                                       |
| Ганьцзихе                 | Ganzihe                   | 甘孜河                    | 162 км                    |                                                                       |
|                           | Hairag                    | 哈尔盖                    | 177 км                    |                                                                       |
| Кангцза                   | Kangtsa                   | 刚察                      | 208 км                    |                                                                       |
| Хуан‘юй                   | Huangyu                   | 黄玉                      | 223 км                    |                                                                       |
| Джерменг                  | Jiermeng                  | 吉尔孟                    | 251 км                    |                                                                       |
| Цзянхе                    | Jianghe                   | 江河                      | 266 км                    |                                                                       |
|                           | Têmpung                   | 天棚                      | 290 км                    |                                                                       |
| Темчень                   | Themchen                  | 天峻                      | 311 км                    |                                                                       |
| Наньшань                  | Nanshan                   | 南山                      | 330 км                    |                                                                       |
| Ерлан                     | Erlang                    | 二郎                      | 342 км                    |                                                                       |
| Чаханьно                  | Chahannuo                 | 察汗诺                    | 364 км                    |                                                                       |
| Габа                      | Gaba                      | 尕巴                      | 397 км                    |                                                                       |
| Улань                     | Ulan                      | 乌兰                      | 407 км                    |                                                                       |
|                           | Serh                      | 赛什克                    | 411 км                    |                                                                       |
| Кеке                      | Keke                      | 柯柯                      | 426 км                    |                                                                       |
| Чайкай                    | Chaikai                   | 柴凯                      | 448 км                    |                                                                       |
| Таолі                     | Taoli                     | 陶力                      | 474 км                    |                                                                       |
| Гахай                     | Gahai                     | 尕海                      | 498 км                    |                                                                       |
| Делінха                   | Delingha                  | 德令哈                    | 521 км                    |                                                                       |
| Денун                     | Denong                    | 德农                      | 523 км                    |                                                                       |
| Гобі                      | Gobi                      | 戈碧                      | 548 км                    |                                                                       |
| Ляньху                    | Lianhu                    | 连湖                      | 563 км                    |                                                                       |
| Цюаньшуйлян               | Quanshuiliang             | 泉水梁                    | 583 км                    |                                                                       |
| Піншуан                   | Pingshuang                | 平爽                      | 607 км                    |                                                                       |
| Хан‘я                     | Hangya                    | 航垭                      | 639 км                    |                                                                       |
| Їньмася                   | Yinmaxia                  | 饮马峡                    | 675 км                    |                                                                       |
| Сітешань                  | Xitieshan                 | 锡铁山                    | 699 км                    |                                                                       |
| Сунжугоу                  | Songrugou                 | 松如沟                    | 711 км                    |                                                                       |
| Дабусюнь                  | Dabuxun                   | 达布逊                    | 750 км                    |                                                                       |
| Чархан                    | Qarhan                    | 察尔汗                    | 764 км                    |                                                                       |
| Юйшуйхе                   | Yushuihe                  | 鱼水河                    | 797 км                    |                                                                       |
| Голмуд-Східний            |                           | 格尔木东                  | 808 км                    | 36°25′08″ пн. ш. 94°55′25″ сх. д. / 36.41889° пн. ш. 94.92361° сх. д. |
| Голмуд                    | Golmud                    | 格尔木                    | 830 км                    | 36°22′58″ пн. ш. 94°54′21″ сх. д. / 36.38278° пн. ш. 94.90583° сх. д. |
| Наньшанькоу               | Nanshankou                | 南山口                    | 857 км                    | 36°11′34″ пн. ш. 94°46′46″ сх. д. / 36.19278° пн. ш. 94.77944° сх. д. |
|                           | Donglung                  | 甘隆                      | 881 км                    | 35°59′33″ пн. ш. 94°49′05″ сх. д. / 35.99250° пн. ш. 94.81806° сх. д. |
| Найдж-Тал                 | Naij Tal                  | 纳赤台                    | 914 км                    | 35°52.4′ пн. ш. 94°32.2′ сх. д. / 35.8733° пн. ш. 94.5367° сх. д.     |
| Сяонаньчуань              | Xiaonanchuan              | 小南川                    | 937 км                    | 35°51′37″ пн. ш. 94°20′47″ сх. д. / 35.86028° пн. ш. 94.34639° сх. д. |
| Ючжуфен                   | Yuzhu Peak                | 玉珠峰                    | 955 км                    | 35°43′47″ пн. ш. 94°18′27″ сх. д. / 35.72972° пн. ш. 94.30750° сх. д. |
| Ванкунь                   | Wonkhu                    | 望昆                      | 973 км                    | 35°42′53″ пн. ш. 94°06′47″ сх. д. / 35.71472° пн. ш. 94.11306° сх. д. |
| Будунцюань                | Budongquan                | 不冻泉                    | 1010 км                   | 35°31.2′ пн. ш. 93°54.3′ сх. д. / 35.5200° пн. ш. 93.9050° сх. д.     |
| Чумар-Хеянь               | Chumar Heyan              | 楚玛尔河                  | 1056 км                   | 35°22.6′ пн. ш. 93°29.2′ сх. д. / 35.3767° пн. ш. 93.4867° сх. д.     |
| Удаолян                   | Wudaoliang                | 五道梁                    | 1100 км                   | 35°11′41″ пн. ш. 93°04′43″ сх. д. / 35.19472° пн. ш. 93.07861° сх. д. |
| Лумачу                    | Luma Chu                  | 秀水河                    | 1138 км                   |                                                                       |
| Цзянкедун                 | Jiangkedong               | 江克栋                    | 1174 км                   |                                                                       |
| Жячицю                    | Riachiqu                  | 日阿尺曲                  | 1196 км                   |                                                                       |
| Вулі                      | Wuli                      | 乌丽                      | 1220 км                   |                                                                       |
| Тотохеянь                 | Togtan Heyan              | 沱沱河                    | 1239 км                   |                                                                       |
| Кайсіньлін                | Kaixinling                | 开心岭                    | 1260 км                   |                                                                       |
| Дричо                     | Dri Chu                   | 通天河                    | 1281 км                   |                                                                       |
| Тяньгань                  | Tanggang                  | 塘岗                      | 1309 км                   |                                                                       |
| Яньшипінь                 | Yanshiping                | 雁石坪                    | 1334 км                   |                                                                       |
| Бумаде                    | Bumade                    | 布玛德                    | 1356 км                   |                                                                       |
| Буцянге                   | Buqiangge                 | 布强格                    | 1380 км                   |                                                                       |
| Тангла-Північна           | Thang-la north            | 唐古拉北                  | 1404 км                   |                                                                       |
| Тангла                    | Thang-la                  | 唐古拉                    | 1421 km                   |                                                                       |
| Тангла-Південна           | Thang-la south            | 唐古拉南                  | 1441 км                   |                                                                       |
|                           | Tsagya Tsangpo            | 扎加藏布                  | 1460 км                   |                                                                       |
|                           | U-nyok Chu                | 托居                      | 1499 км                   |                                                                       |
| Амдо                      | Amdo                      | 安多                      | 1524 км                   |                                                                       |
| Цонаху                    | Tsonag                    | 措那湖                    | 1553 км                   |                                                                       |
|                           | Liantonghe                | 联通河                    | 1574 км                   |                                                                       |
|                           | Dongqen                   | 底吾玛                    | 1593 км                   |                                                                       |
|                           | Gacha                     | 岗秀                      | 1632 км                   |                                                                       |
| Нагчу                     | Nagchu                    | 那曲                      | 1650 км                   |                                                                       |
|                           | Yuru                      | 妥如                      | 1691 км                   |                                                                       |
| Сюшуйхе                   | Sangshung                 | 桑雄                      | 1713 км                   |                                                                       |
| Гулу                      | Gulog                     | 古露                      | 1735 км                   |                                                                       |
| Уматан                    | U-ma Thang                | 乌玛塘                    | 1775 км                   |                                                                       |
| Дамчун                    | Damshung                  | 当雄                      | 1808 км                   | 30°27.6′ пн. ш. 91°04.8′ сх. д. / 30.4600° пн. ш. 91.0800° сх. д.     |
| Дацюнго                   | Dhachu-go                 | 达琼果                    | 1845 км                   |                                                                       |
| Яньбалінь                 | Yangbaling                | 羊八林                    | 1864 км                   |                                                                       |
| Янпачень                  | Yangpachen                | 羊八井                    | 1881 км                   |                                                                       |
| Ангга                     | Angga                     | 昂嘎                      | 1901 км                   |                                                                       |
| Масян                     | Maxiang                   | 马乡                      | 1913 км                   |                                                                       |
| Гужун                     | Gurong                    | 古荣                      | 1930 км                   |                                                                       |
| Лхаса-Західна             |                           | 拉萨西                    | 1953 км                   | 29°38′38″ пн. ш. 90°58′00″ сх. д. / 29.64389° пн. ш. 90.96667° сх. д. |
| Лхаса                     |                           | 拉萨                      | 1972 км                   | 29°37′30″ пн. ш. 91°04′07″ сх. д. / 29.62500° пн. ш. 91.06861° сх. д. |

- Сінін
- Голмуд
- Наньшанькоу
- Найдж-Тал
- Нагцю
- Дамсюн
- Лхаса

## Рухомий склад

### Квитки
Вартість квитка від Пекіна до Лхаси становить (4 064 км) від 389 до 1 262 юаней, у загальному та м'якому вагонах відповідно.

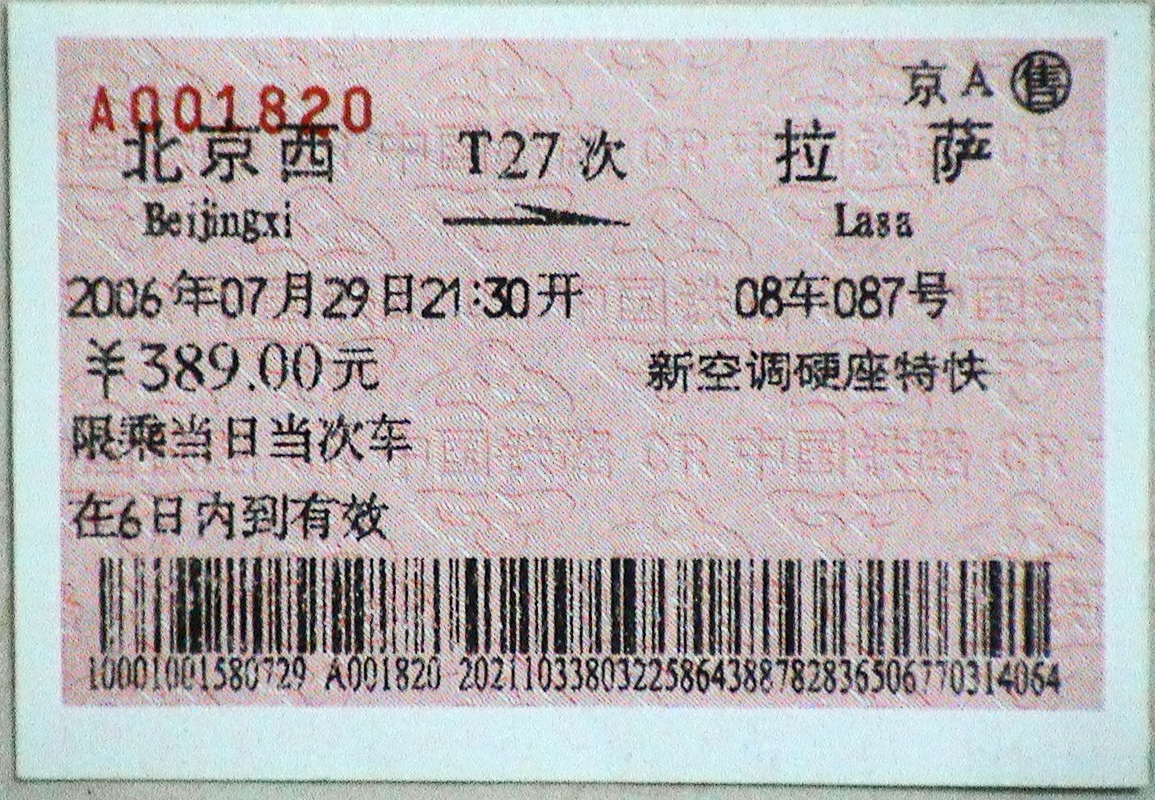
Звичайний квиток
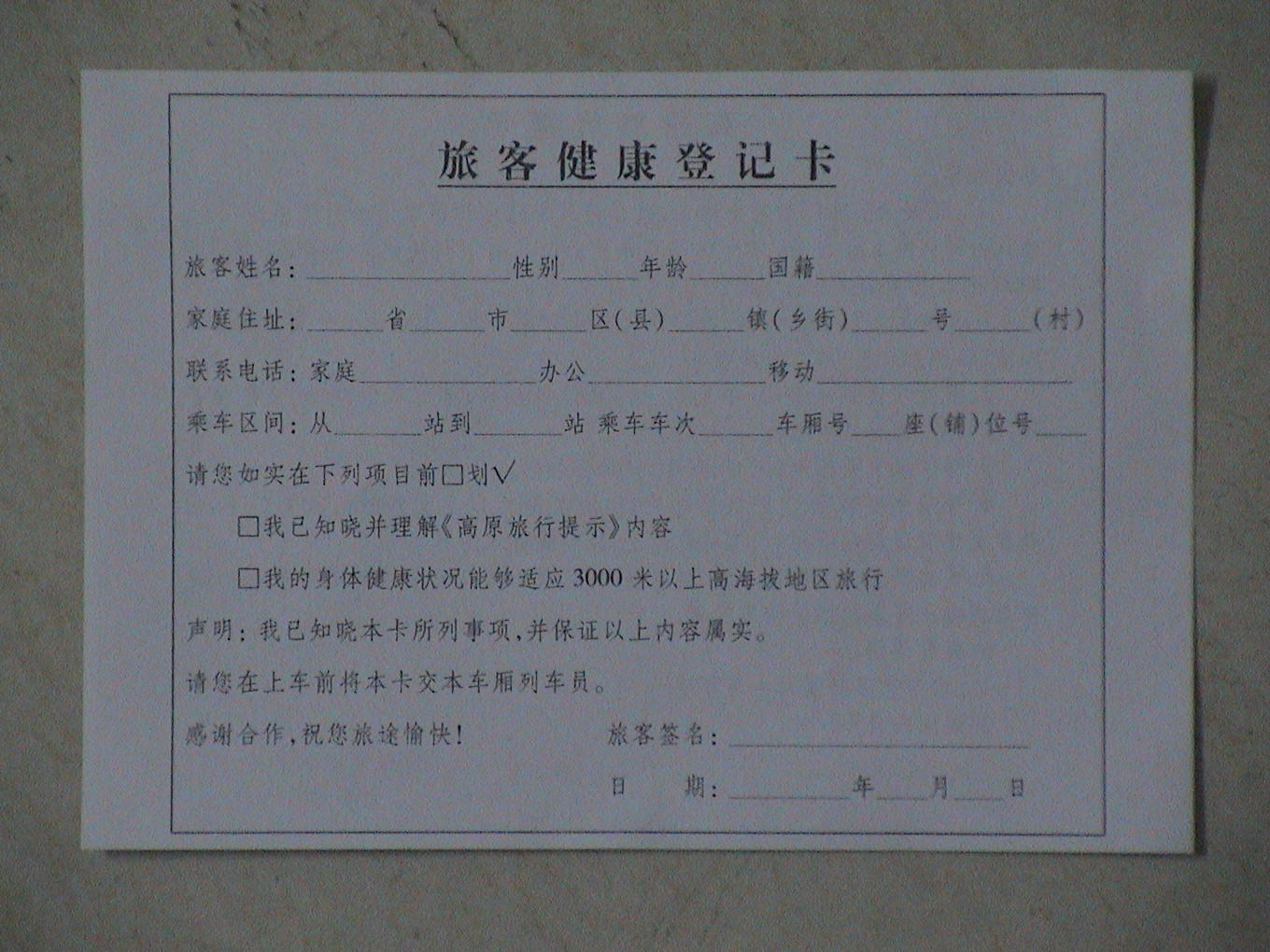
Картка медичного огляду пасажирів

### Потяги
На ділянці курсує п'ять пар потягів. Пасажирські вагони були спеціально розроблені фірмою «Бомбардьє» (Bombardier). Вагони повністю герметичні розраховані на швидкість руху до 120 км/год. У вагонах три класи: сидячий, плацкарт і люкс. Написи китайською скрізь продубльовані тибетською та англійською. Дизельні локомотиви для лінії вироблені в Пенсільванії на заводах концерну «Дженерал Електрик».

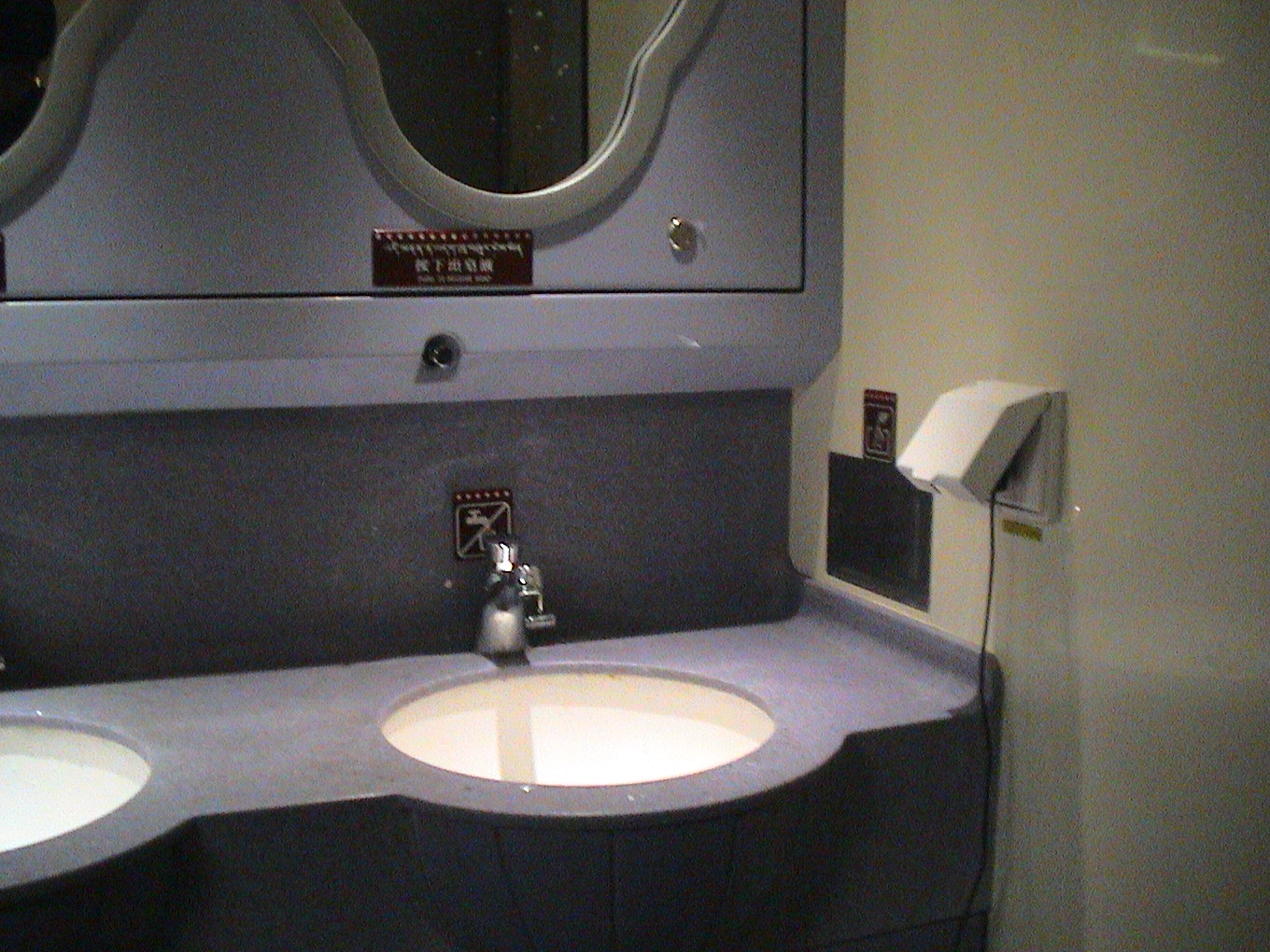
Туалет делюкс (потяг T27/T28) забезпечений гарячою водою
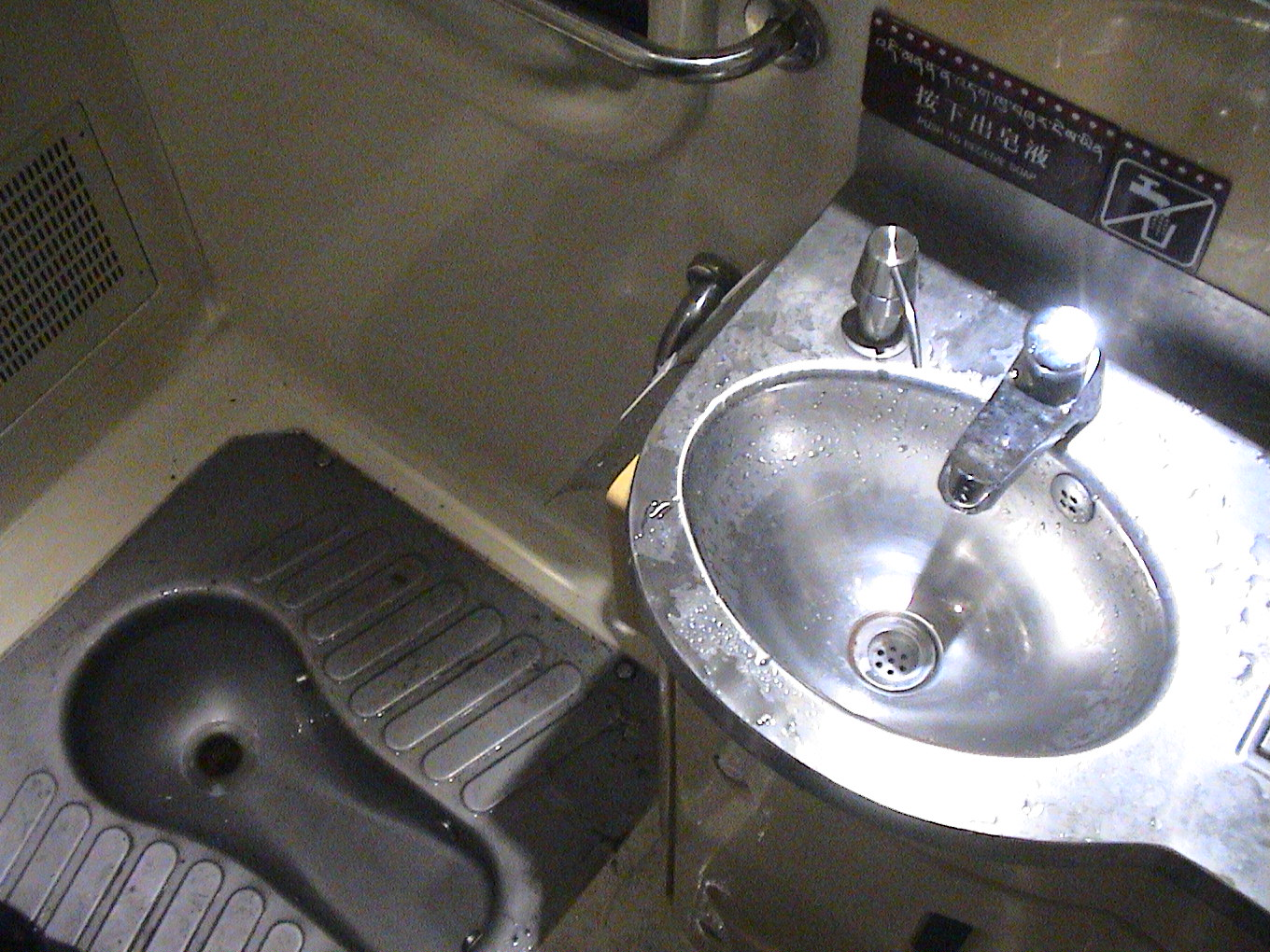
Туалет
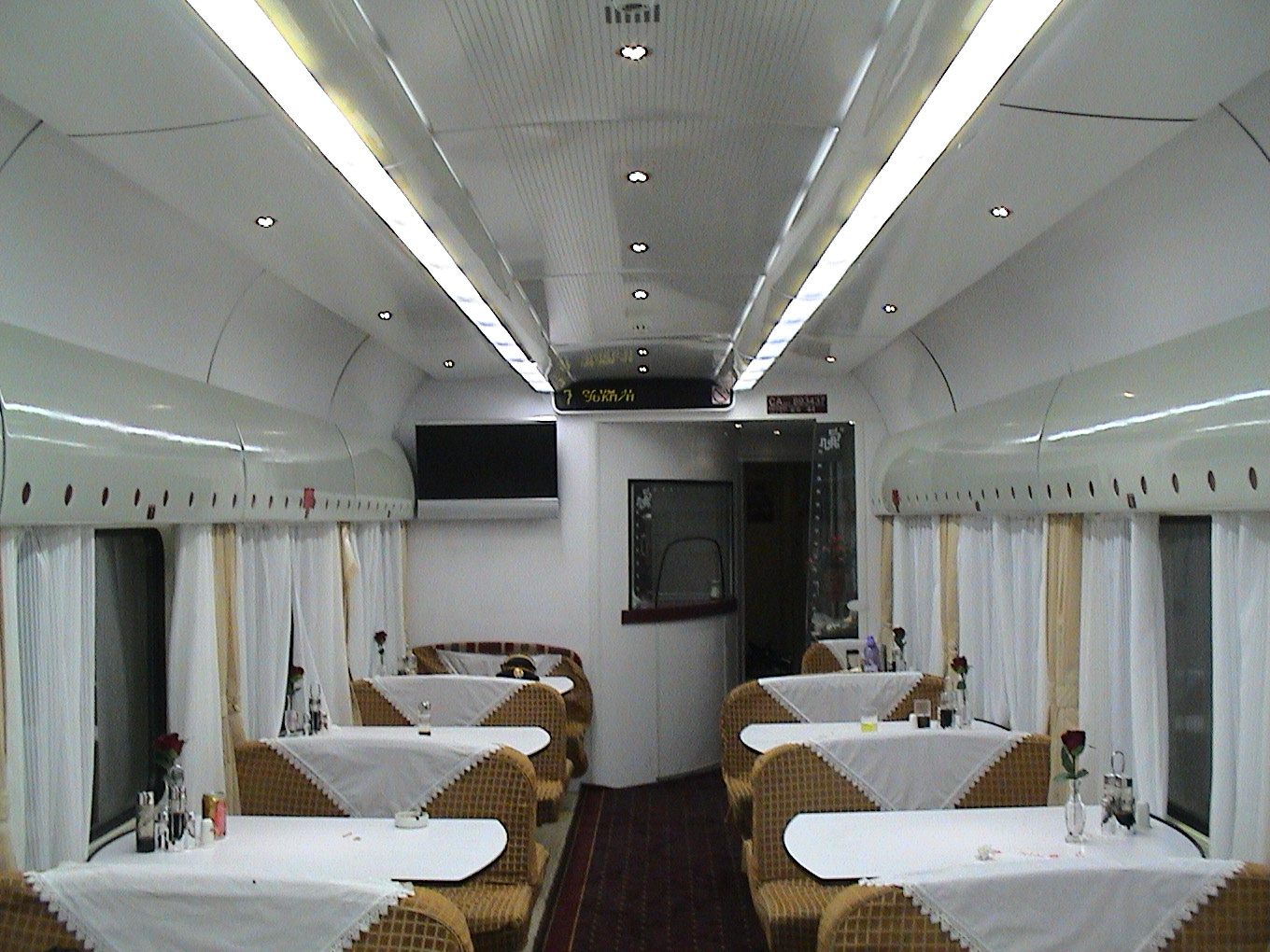
Вагон-ресторан
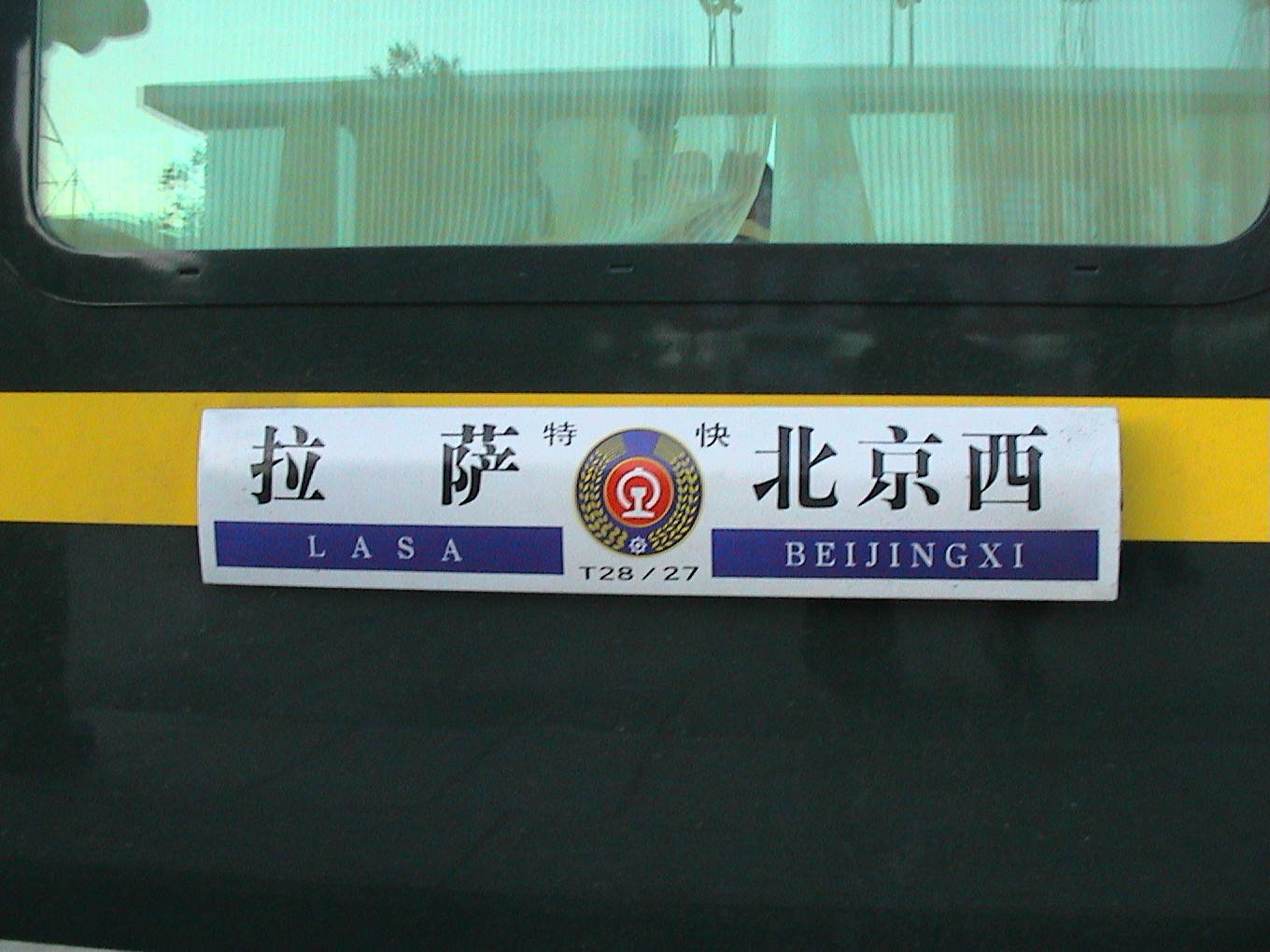
Вагон
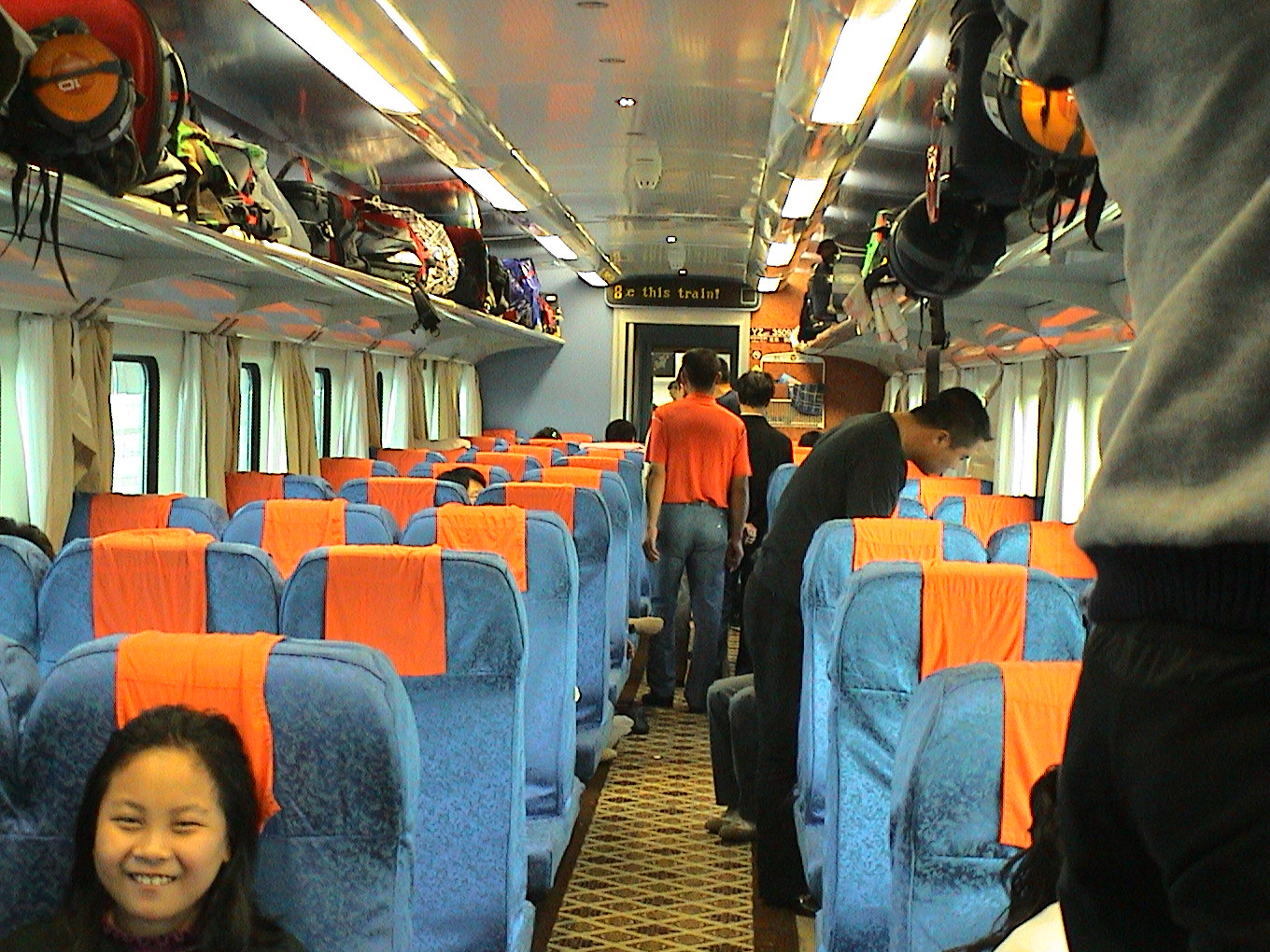
Загальний вагон
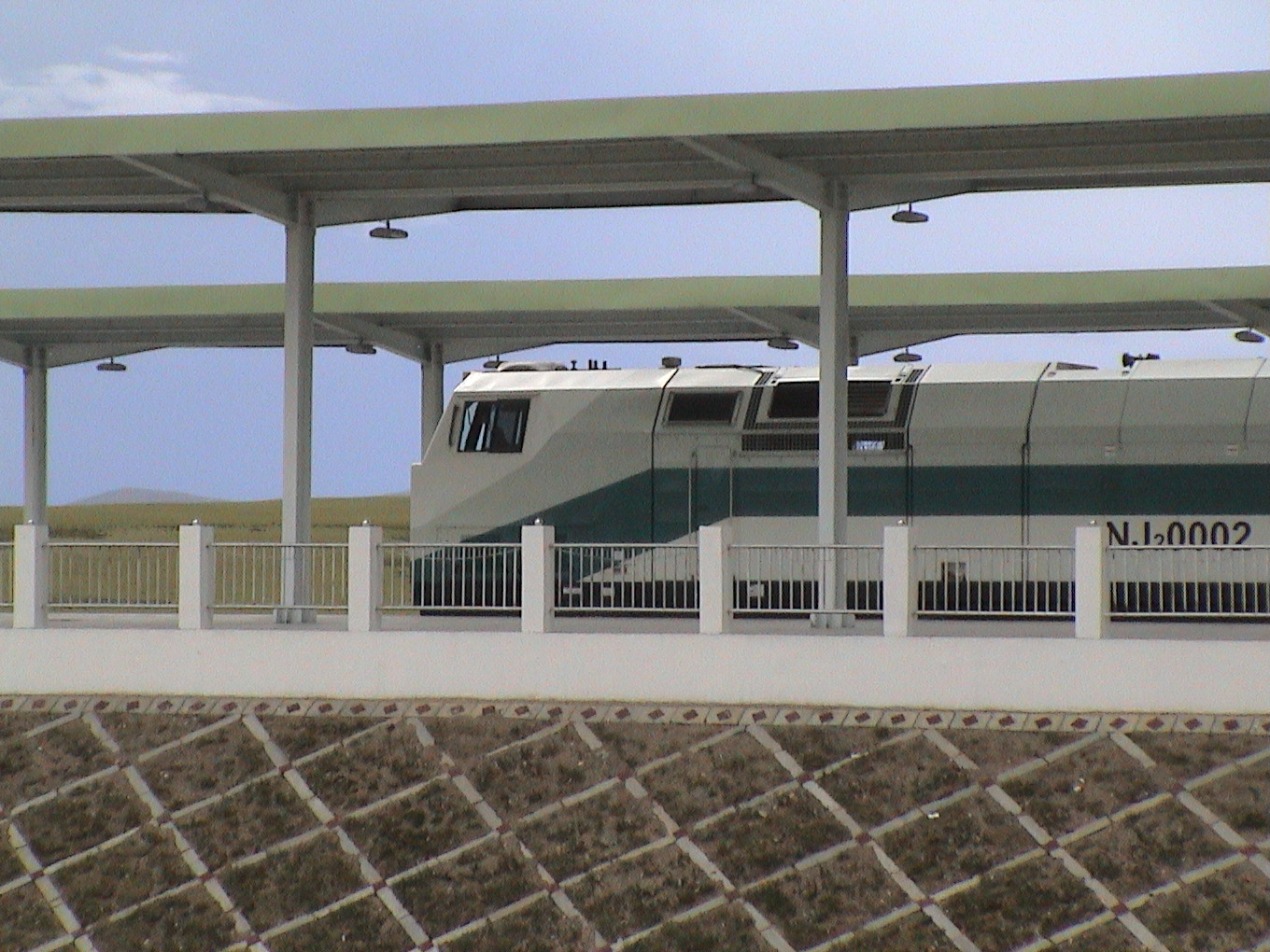
Дизельні локомотиви
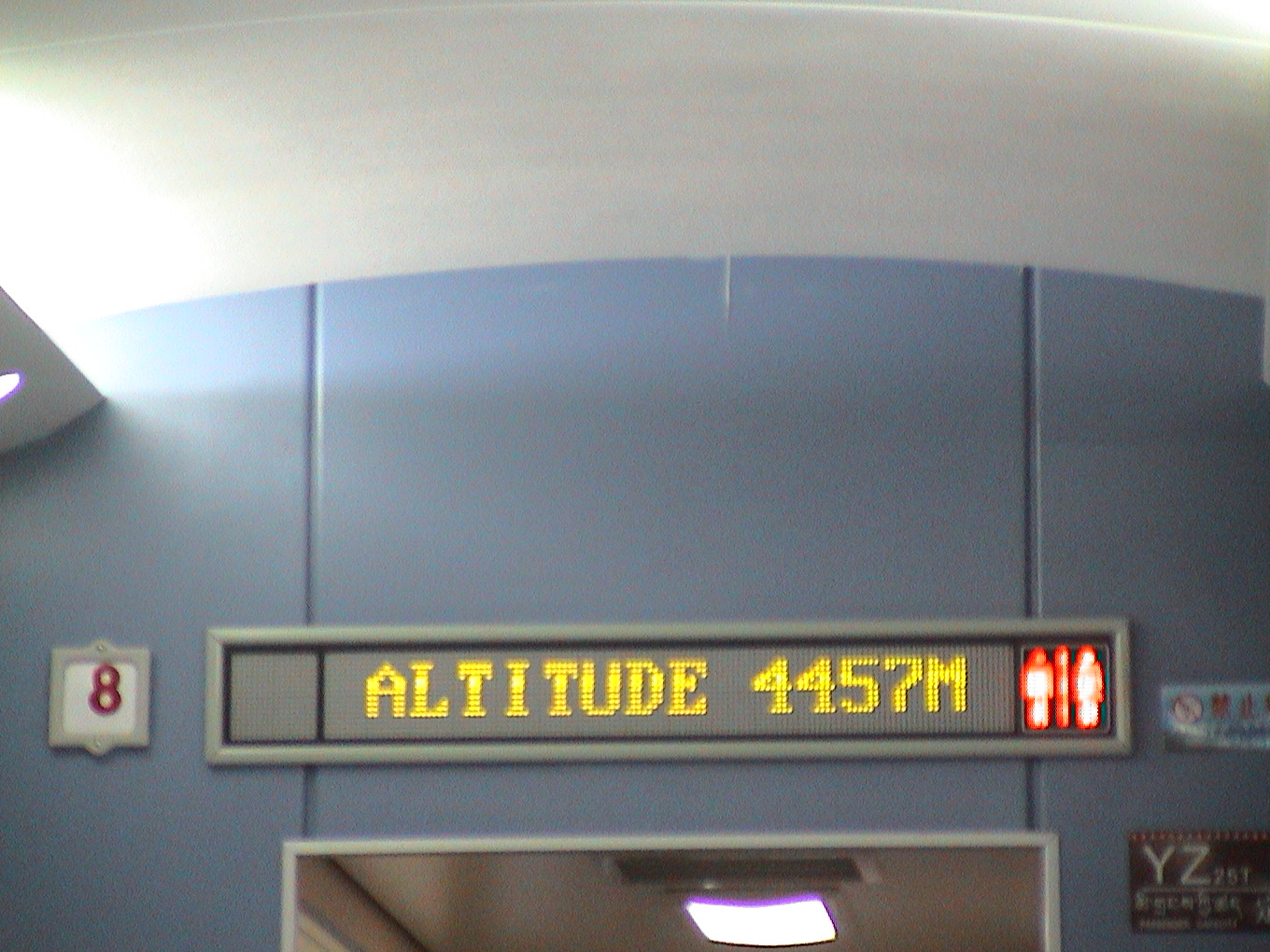
Інформація про висоту, швидкість та температуру

### Забезпечення киснем
Під кожним пасажирським сидінням розташований роз'єм для підключення кисневої трубки і пульт управління. При раптовій розгерметизації автоматично відкидаються індивідуальні кисневі маски. Медичні працівники супроводжують пасажирські потяги.

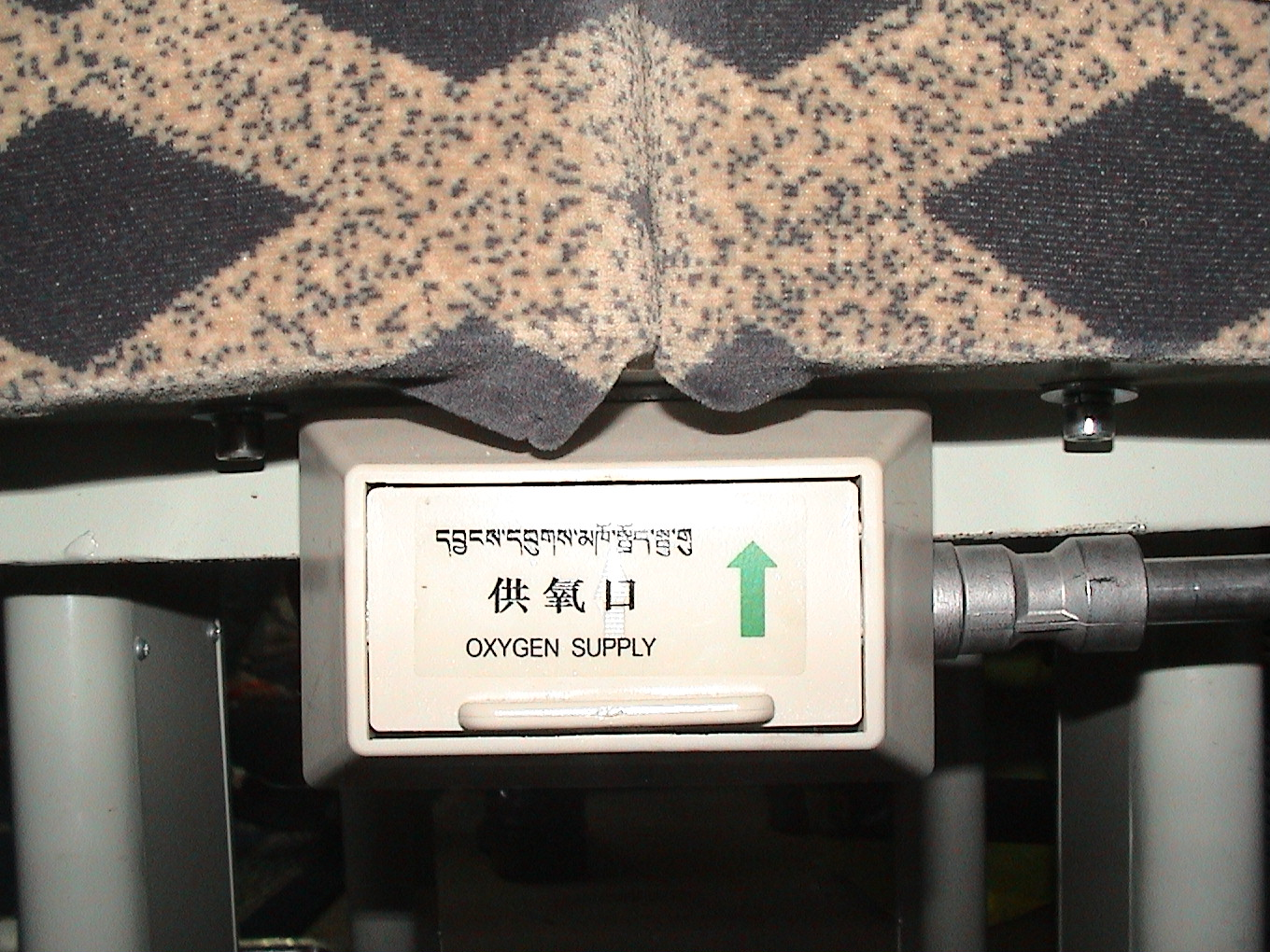
Підведення кисню під сидіня
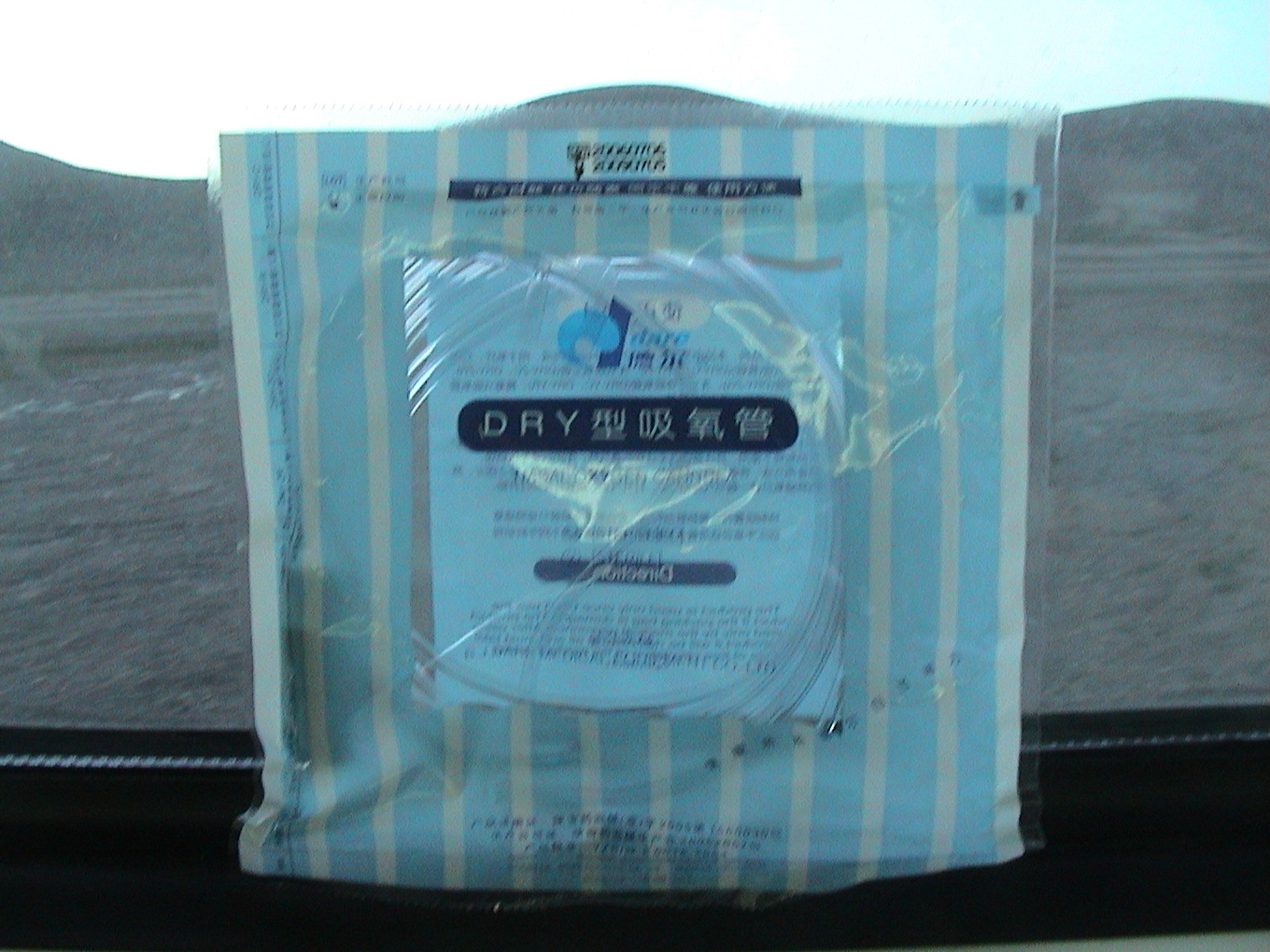
Трубка для підключення
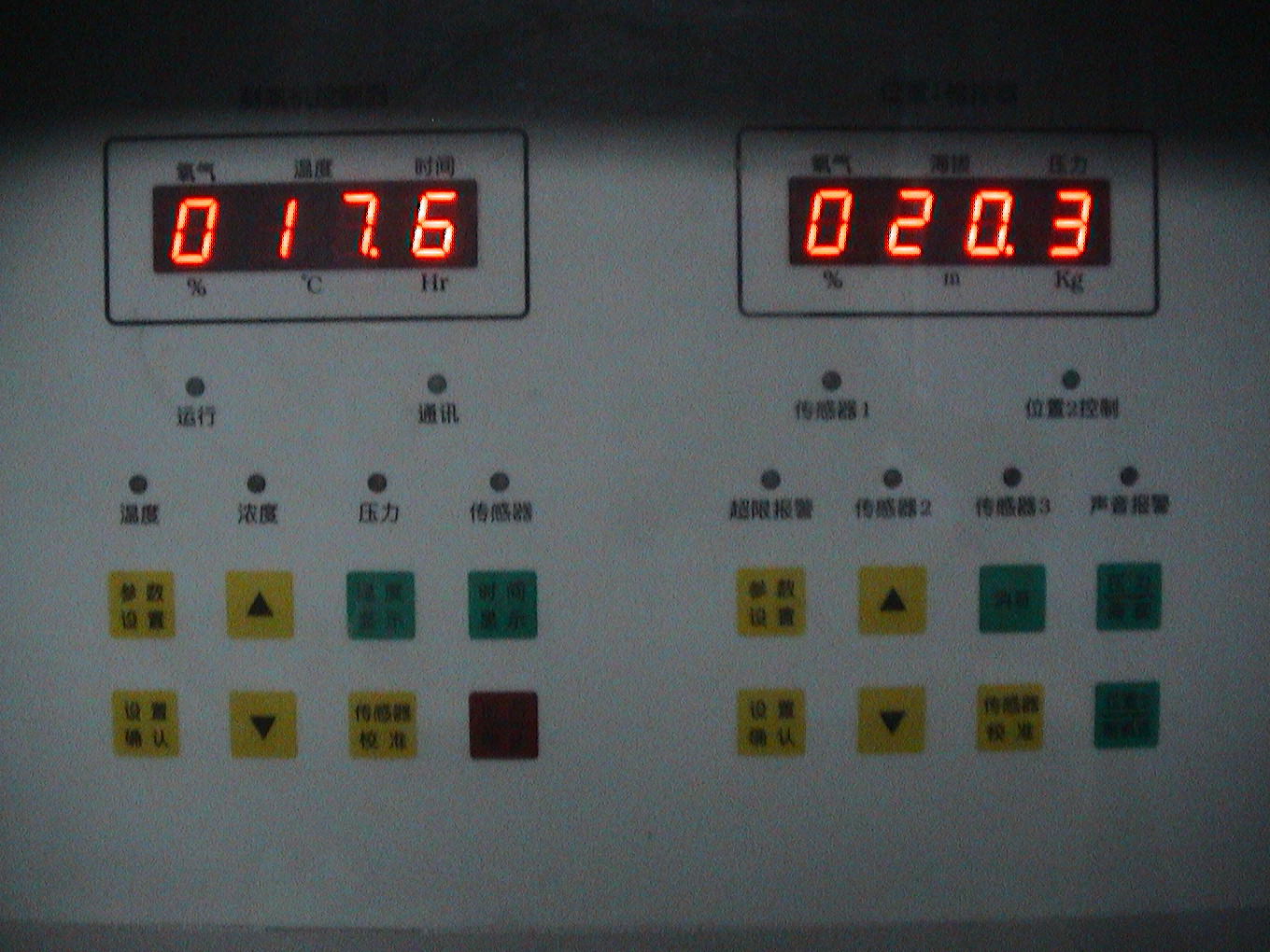
Пульт управління

## Будівництво
Ще в 1958 Мао Цзе Дун доручив розглянути можливість будівництва залізниці в Тибетський автономний район, не зважаючи на те, що досвіду будівництва залізниць в таких, екстримальних умовах тоді не було ні в кого.
Роботи по першій черзі будівництва залізничній магістралі почались у 1960 році. До 1962 року була повністю розроблена і затверджена документація. Будівництво велося силами ув'язнених — таким чином виконувалася задача максимально скоротити витрати. У 1979 році в Голмуд прийшла залізнична колія. Будівництво дороги далі в гори, через ускладнення стану здоров'я ув'язнених-будівників, пов'язані з кисневим голодуванням, умови вічної мерзлоти, примусили зупинити будівництво. В перші роки, ділянка Сінін—Голмуд використовувалася виключно військовими, і лише в 1984 році, вона відкрилася для пасажирського руху.
У лютому 2001 року, китайський держбуд схвалив продовження будівництва магістралі, оголосивши його завершення одним з державних пріоритетів. 29 липня 2001 року з двох кінців, з Лхаси і з Голмуда загони будівників рушили назустріч один одному. Ділянка першої черги піддалась серйозній модернізації, що дозволило істотно збільшити пропускну здатність ділянки. 15 жовтня 2005 року, будівництво залізниці було завершено. Дана подія вельми широко освітлювалася в пресі. Обкатка і відладка роботи продовжувалася ще 15 місяців.
З технічної точки зору, будівництво другої черги дороги було вкрай складним. 80% шляху проходить на висоті більше 4 000 м над рівнем моря, з них 160 км на висотах 4 000—4 500 м, 780 км на висотах 4 500—5 000 м і 20 км лінії проходить на висоті більше ніж 5 000 м.